# 孫岳
孫 岳（そん がく/スン・ユエ ）は、清末民初の軍人。北京政府、直隷派、国民軍に属した。字は禹行。

## 事跡

### 革命派としての活動
明の兵部尚書孫承宗の後裔である。孫岳は幼くして秀才となった。しかし、祖先の孫承宗が清の征服の際に殺されたことを知るや、反清感情に芽生え、科挙を受験しようとせずに無頼の道に走った。1904年（光緒30年）、保定武備学堂砲兵科に入学する。卒業後、北洋陸軍第3鎮砲兵隊排長。1906年（光緒32年）、陸軍行営軍官学堂（後の陸軍大学）第2期速成科で学んだ。後に、孫岳は中国同盟会に加入している。
1909年（宣統元年）の卒業後、北洋第3鎮第9標第3営管帯（大隊長）となり、さらに副参領(中佐)に昇進、二等参謀などを歴任した。宣統3年11月（1912年1月3日）、王金銘・施従雲・馮玉祥らによる灤州起義に参加したが、王懐慶の裏切りから失敗に終わり、孫は軍を罷免された。その後、南下して南京の中華民国臨時政府に加わる。孫は蘇松寧揚鎮五路軍総司令として長江の北に駐屯し、清軍と戦った。まもなく、陸軍第9師師長に任命されている。
宣統帝が退位して北京政府が成立した後、孫岳は江西都督李烈鈞に招聘され、参賛軍務兼督弁廬山牧場となった。1913年（民国2年）の第二革命（二次革命）では、袁世凱討伐のための討袁第1路軍総司令に任命された。しかし、敗北に終わり、李とともに日本に亡命した。まもなく密かに帰国し、陝西省華山に隠居する。なお、このときに、後に国民軍で同僚となる胡景翼と知り合い、護国戦争（第三革命）に呼応する謀議にも加わった。

### 北京政変
袁世凱が死去した1916年（民国5年）6月、北京政府内で安徽派・直隷派・奉天派の3大勢力に分かれる。孫岳は曹錕と交流があったため、直隷派に加わり、曹の部隊の軍官教導団団長となった。その後、1920年（民国9年）10月17日に第15混成旅旅長となり、安直戦争、第1次奉直戦争に参戦している。1922年（民国11年）11月、第15混成旅旅長兼冀南鎮守使に任命され、河北省大名に駐屯した。
1923年（民国12年）10月、孫文が曹錕討伐の指令を発すると、孫文配下の李石曽が孫岳の下を訪れる。孫岳は李と灤州起義以前からの知人であった。また、孫岳自身が呉佩孚の圧迫を受けていたこともあって、孫文側への寝返りを承諾した。1924年（民国13年）9月の第2次奉直戦争勃発前後に、孫岳は馮玉祥や胡景翼と連絡を取り合い、秘密同盟を結成した。そして孫岳は、この事情を察知していない曹から京畿警備副司令に任命され、北京の治安責任者とされた。さらに呉の軍が奉直戦争の前線に向かった隙をつき、10月19日に馮はクーデター発動を指示した。10月23日までに、孫岳や馮配下の鹿鍾麟らにより北京は制圧された（北京政変、首都革命）。

### 国民軍副司令
10月25日、馮玉祥は国民軍を成立させる。孫岳は副司令兼第3軍軍長に任命され、孫文の北京訪問を後押しした。さらに、孫岳は直隷派の残軍を華北から駆逐し、保定に駐屯して秩序安定と軍備拡充を進めた。保定航空教練所を接収の際、元部下で同校生徒の楊鶴霄の進言で国民第3軍航空司令部を設置する。
1925年（民国14年）1月、豫陝甘剿匪総司令に任命される。8月には陝西督弁に任命された。11月、国民軍の張之江や李鳴鐘が奉天派の李景林軍と戦い、これを撃破すると、孫岳は直隷督弁兼省長に任命された。
1926年（民国15年）1月、「赤化」批判に耐えかねた馮玉祥が下野する。その代理として、当初は孫岳が奉軍に対する前敵総指揮をつとめた。しかし、国民軍劣勢の展開に心労を抱え、3月には病床に倒れてしまう。その後、孫は五原誓師や北伐への参加を願ったが、病身のためならなかった。ただ、国民政府から河南省政府委員、軍事委員会委員などの職を授与されており、国民政府側の一員としての地位は確保している。
1928年（民国17年）5月27日、孫岳は上海で病没した。享年51。